# معركة البوفية
«معركة البوفية» (بالإنجليزية: Battle of the Buffet)، والمعروفة أيضًا باسم «بيتزاغيت» (بالإنجليزية: Battle of the Buffet)، هو اسم تستخدمه الصحافة البريطانية للإشارة إلى مباراة في الدوري الإنجليزي الممتاز أقيمت بين مانشستر يونايتد وأرسنال في أولد ترافورد، مانشستر، في 24 أكتوبر 2004. سيطر أرسنال على معظم اللعب المبكر وخلق العديد من الفرص، ولكن مع تقدم المباراة، هدد مانشستر يونايتد. حصل الفريق المضيف على ركلة جزاء في الدقيقة 73، عندما اعتُبر واين روني قد تعرض لخطأ من سول كامبل. حوّل رود فان نيستلروي ركلة الجزاء؛ كما سجل روني هدفًا في وقت متأخر من المباراة، مما جعل النتيجة 2–0. أنهت النتيجة سلسلة أرسنال القياسية التي استمرت 49 مباراة دون هزيمة. شعر العديد من مشجعي أرسنال بالاستياء، لأنهم اعتقدوا أن روني تظاهر بالسقوط وأن ركلة الجزاء لم يكن ينبغي أن تُحتسب.
في النفق بعد المباراة، تصاعدت حدة التوتر بين موظفي كلا الناديين، ووسط الشجار، تم إلقاء شريحة بيتزا على مدرب مانشستر يونايتد السير أليكس فيرغسون. وقيل إن لاعب خط وسط أرسنال السابق سيسك فابريغاس، الذي كان يبلغ من العمر 17 عامًا آنذاك، هو الجاني، والذي اعترف بذلك في عام 2017. كان مدرب أرسنال أرسين فينغر غاضبًا في إحاطته بعد المباراة، وانتقد الحكم مايك رايلي على أدائه ووصف فان نيستلروي بالغشاش. تم التحقيق في تعليقاته من قبل اتحاد كرة القدم، الذي فرض عليه لاحقًا غرامة قدرها 15،000 جنيه إسترليني بسبب سلوكه غير اللائق. تم إيقاف فان نيستلروي بأثر رجعي لثلاث مباريات، بسبب تدخله العنيف على أشلي كول الذي لم يتمكن الحكم رايلي من ملاحظته.
كانت النتيجة محورية في موسم الدوري وفي التنافس بين الناديين. عانى أداء أرسنال نتيجة لذلك؛ فبعد دخوله المباراة وهو متصدر الدوري، وجد نفسه متأخرًا بخمس نقاط عن تشيلسي في ديسمبر. عانى مانشستر يونايتد من أجل الثبات وانتهى به الأمر خلف أرسنال في المركز الثالث. التقى الناديان لاحقًا في ربع نهائي كأس الرابطة ونهائي كأس الاتحاد الإنجليزي. قال فيرغسون، بعد اعتزاله في عام 2013، إنه يعتبر «معركة البوفية» لحظة فاصلة بالنسبة لفينغز، حيث أربكت إدارته وفرضت ضغوطًا على علاقتهما.

## الخلفية

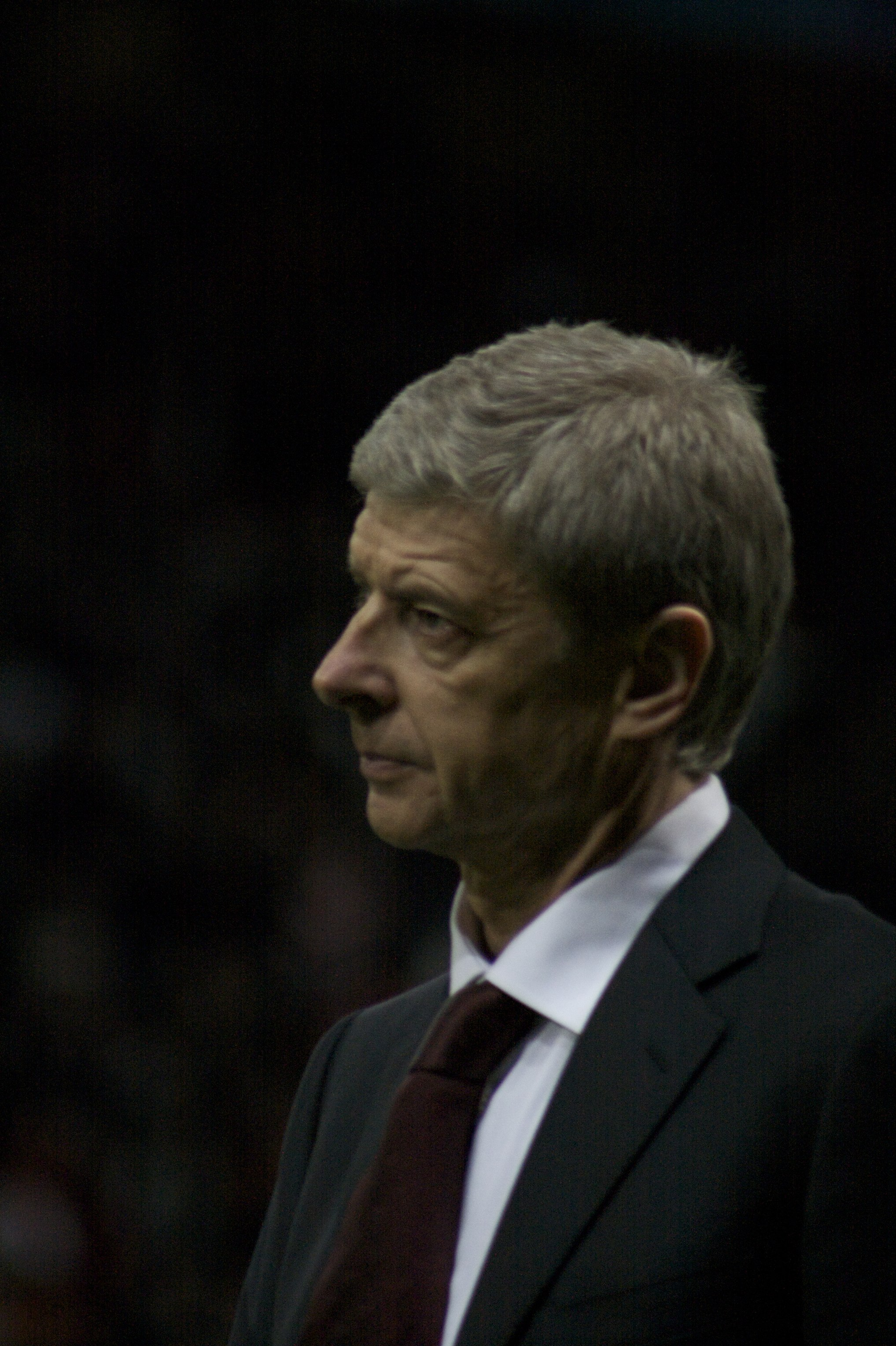
تمكن أرسين فينغر من تدريب أرسنال ليقوده إلى موسم دوري بدون هزيمة في 2003–04.

أدى تعيين أرسين فينغر كمدير فني لنادي أرسنال في عام 1996 إلى فترة ناجحة للنادي. في أول موسم كامل لفينغر، 1997–98، فاز أرسنال بالدوري الإنجليزي الممتاز وكأس الاتحاد الإنجليزي ليحقق الثنائية المحلية. وعلى الرغم من فشل النادي في الفوز بكأس أخرى في المواسم الثلاثة التالية، فقد تنافسوا على الألقاب المحلية مع مانشستر يونايتد بقيادة السير أليكس فيرغسون. فاز أرسنال بالثنائية الثانية في 2001–02، قبل أن يستعيد مانشستر يونايتد الدوري في الموسم التالي. في 2003–04، فاز أرسنال بالدوري بدون هزيمة – وهو رقم قياسي بلغ 26 فوزًا و12 تعادلًا.
اعتُبرت اللقاءات بين أرسنال ومانشستر يونايتد قمة كرة القدم الإنجليزية خلال العقد الأول من القرن الحادي والعشرين؛ كتب الصحفي بول ويلسون في معاينته لمباراة أكتوبر 2004: «إن التنافس بينهما لا يقتصر على الفوز بالكؤوس فحسب، بل إنه زينة للعبة على نطاق أوسع». كانت المباريات تحظى بشعبية كبيرة أيضًا بين المشاهدين البريطانيين – فقد شاهد 3.4 مليون مشاهد في بريطانيا مباراة الدوري بينهما في أبريل 2003، مما يجعلها البرنامج الأعلى تصنيفًا على التلفزيون متعدد القنوات لذلك الأسبوع. قال ملخص كرة القدم في سكاي سبورتس أندي غراي عن اللقاءات: «من بعض النواحي، ربما ليس من المستغرب أن تكون اشتباكاتنا الرئيسية مع يونايتد وأرسنال. لقد كانا الناديين المهيمنين في الدوري الممتاز، وبالتالي فإن الضغط عليهما أعظم».
كانت المباراة المكافئة قبل عام من ذلك تعادلًا سلبيًا، وكان من اللافت للنظر إهدار مهاجم مانشستر يونايتد رود فان نيستلروي لركلة جزاء في اللحظة الأخيرة. وحدثت مواجهة بين المهاجم والعديد من لاعبي أرسنال، ولا سيما مارتن كيون، على الفور. وقد اندلعت المشاعر السيئة في الأصل بسبب حادثة بين فان نيستلروي وباتريك فييرا. بعد أن تعرض لخطأ من فان نيستلروي، سدد فييرا ركلة انتقامية؛ وعلى الرغم من أن الركلة لم تلمس خصمه، إلا أنه طُرد بسبب مخالفة تستحق الإنذار الثاني. واتهم كل من فييرا وفينغر فان نيستلروي بالتظاهر بالاحتكاك لطرد خصمه، بينما دافع فيرغسون عن لاعبه ونفى أنه تظاهر بالسقوط. في أعقاب المباراة، تلقى أربعة لاعبين من أرسنال حظرًا بعد الحادث وفرض عليهم اتحاد كرة القدم غرامات بلغت 275،000 جنيه إسترليني. كما تم تغريم لاعبين من مانشستر يونايتد بسبب سلوك غير لائق، مع تحذير ثالث بشأن سلوكه المستقبلي. تم تسمية مباراة عام 2003 في الأصل بـ«معركة أولد ترافورد» من قبل الصحافة البريطانية.

## قبل المباراة
دخل أرسنال المباراة وهو متصدر الدوري بفارق نقطتين عن تشيلسي صاحب المركز الثاني. كانت مباراته السابقة في الدوري فوزًا 3–1 على أستون فيلا في 16 أكتوبر 2004. مدد الفوز سلسلة أرسنال الخالية من الهزائم في الدوري إلى 49 مباراة، وهو ما سجل رقمًا قياسيًا جديدًا في كرة القدم الإنجليزية. في نفس اليوم، لعب مانشستر يونايتد مباراة تعادل 0–0 مع برمنغهام سيتي. بقي يونايتد في المركز السادس بفارق 11 نقطة خلف خصومه. تم توثيق عدم ثباتهم من قبل العديد من الصحف في الفترة التي سبقت المباراة؛ كتب ديفيد لاسي في صحيفة الغارديان في 23 أكتوبر 2004: «يقال إن مانشستر يونايتد في فترة انتقالية ولكن إذا لم يبدأوا في التعافي بحلول عيد الميلاد، فسيبدأ منتقدوهم في التساؤل عند أي نقطة محددة يصبح الانتقال انحدارًا».

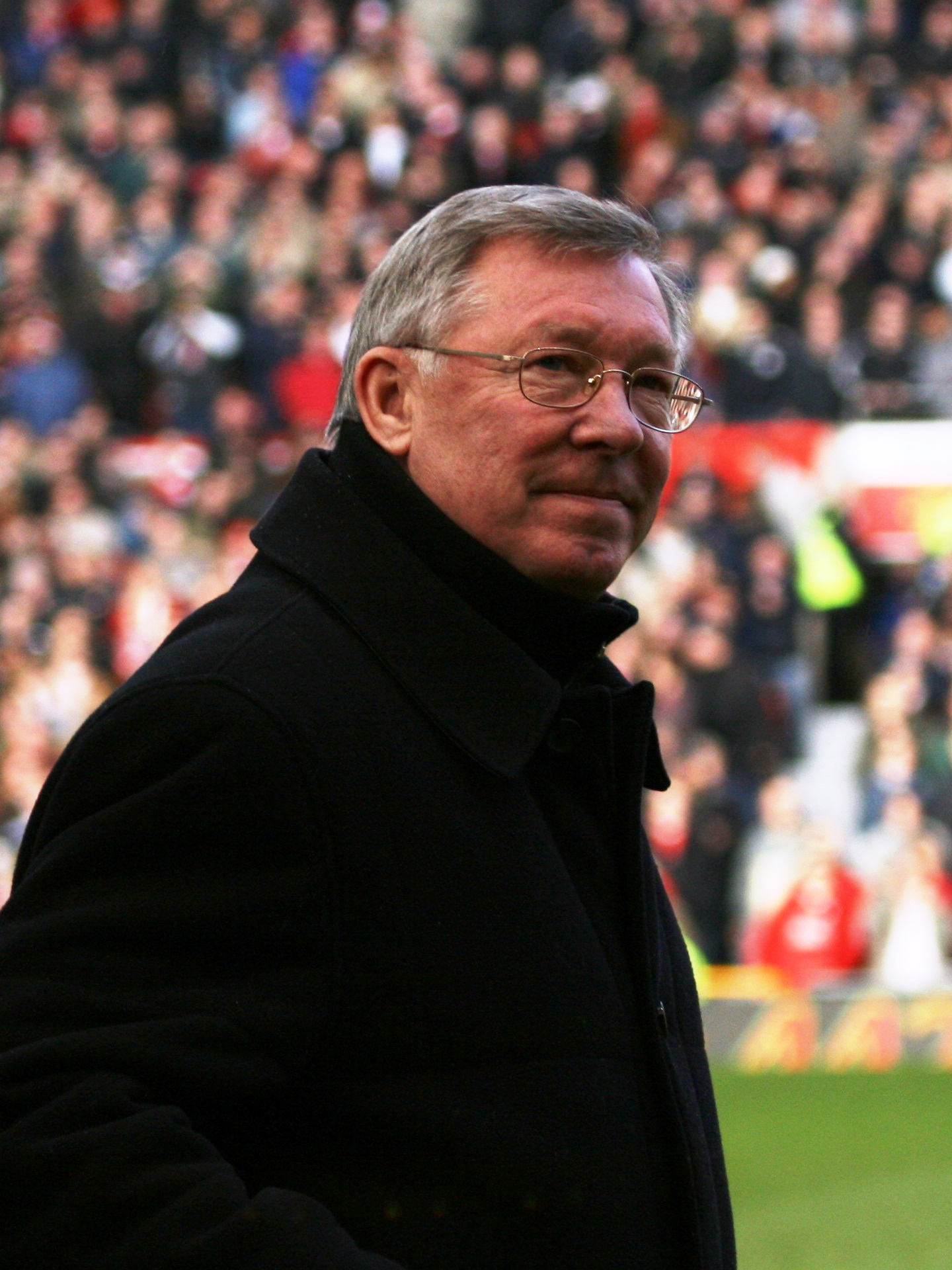
كان السير أليكس فيرغسون قد انتقد بشدة سلوك لاعبي أرسنال قبل المباراة.

زادت أهمية المباراة بالنسبة للناديين بسبب حقيقة أنه لو تجنب أرسنال الهزيمة، لكان قد مدد مسيرته الخالية من الهزائم في الدوري إلى 50 مباراة. وقال فينغر للصحفيين في مؤتمره الصحفي إنه لم يشعر بأي ضغط متزايد، رغم أنه أضاف أن تعادل الفريق في منتصف الأسبوع في دوري أبطال أوروبا أمام باناثينايكوس زاد من التوقعات. واعترف بأن سلوك فريقه في المباراة الموسم الماضي كان غير مقبول، لكنه أشار إلى أن «... أفضل رد قدمناه كان الفوز بجدول اللعب النظيف. وهذا يعني أننا تحملنا المسؤولية عما فعلناه وقد حسننا من موقفنا». يعتقد فينغر أن نقاط قوة يونايتد تكمن في الإبداع، ولم يرغب في جعل فريقه يفشل، بل «... يلعب لعبتنا القائمة على السرعة والتقنية».
في الفترة التي سبقت المباراة، انتقد فيرغسون سلوك أرسنال السابق في أولد ترافورد وشبه سلوكهم بسلوك الغوغاء: «ما فعله لاعبو أرسنال في ذلك اليوم كان أسوأ شيء رأيته في هذه الرياضة. لا عجب أنهم كانوا مسرورين للغاية بالأحكام.» ووصف المباراة بأنها يجب أن يفوز بها نظرًا لتفوق أرسنال بالنقاط، لكنه أكد على أنه لا يزال يتعين على متصدر الدوري اللعب ضد العديد من الفرق الكبرى مرتين. على الرغم من إشادة فيرغسون بمسيرة أرسنال الخالية من الهزائم، إلا أنه شكك في ما إذا كان هذا ينبئ بتحول في القوة في كرة القدم الإنجليزية: «[نحن] ما زلنا الفريق الذي يريد كل نادٍ أن يهزمه أكثر من أي شيء آخر – بغض النظر عن البطل أو الأرقام القياسية في عدم الهزيمة. في هذا الصدد، فإن ملفنا الشخصي باعتبارنا النادي الرئيسي في البلاد لا يمكن المساس به. هذا واضح ولن يتغير أبدًا.»
تم اختيار مايك رايلي كحكم للمباراة؛ حيث قام الحكم المقيم في يوركشاير والحكم الممثل لإنجلترا في بطولة أمم أوروبا 2004 بطرد خمسة لاعبين في آخر ست مباريات له. وكان القلق كبيرًا بشأن وقوع مشاجرة أخرى، وتحدث ضباط شرطة مانشستر الكبرى إلى رايلي للتأكيد على ضرورة أن يتصرف اللاعبون بشكل لائق.
كان آخر لقاء بين الفريقين في درع المجتمع الإنجليزي في 8 أغسطس 2004، عندما فاز أرسنال 3–1. تغلب مانشستر يونايتد على أرسنال في طريقه للفوز بكأس الاتحاد الإنجليزي في الموسم السابق ولم يهزم أمام منافسيه في الدوري لمدة عامين تقريبًا.

## المباراة

### اختيار الفريق
كان من المتوقع أن يلعب مانشستر يونايتد بخطة 4–4–1–1، مع وضع واين روني خلف فان نيستلروي مباشرة. كان قائد النادي روي كين مشكوكًا في مشاركته لأنه كان يتعافى من فيروس منعه من التدريب طوال الأسبوع. تم استبعاد كوينتون فورتشن وأوله غونار سولشار بسبب إصابات في الركبة. كان من المتوقع أن يلعب أرسنال بتشكيلة مختلفة قليلاً عن مانشستر يونايتد، مع تييري هنري وخوسيه أنتونيو رييس كمهاجمين مركزيين في خطة 4–4–2 التقليدية. كان من المتوقع أن يعود فييرا إلى التشكيلة الأساسية؛ في وقت سابق من الأسبوع، صنف فينغر فرصته في اللعب بنسبة «80%» بعد التواء كاحله ضد أستون فيلا. تم استبعاد جيلبرتو سيلفا وجيرمي أليادير وغايل كليشي ومانويل ألمونيا بسبب الإصابة من أرسنال.
عندما تم إصدار قوائم الفريق، أظهر اختيار فينغر أن دينيس بيركامب هو الشريك المفضل لهنري في الهجوم؛ تم وضع رييس على الجناح الأيسر مما يعني أن روبير بيريز بدأ المباراة على مقاعد البدلاء. بالنسبة لمانشستر يونايتد، لم يكن هناك مكان لكين في الفريق، لذلك أحضر فيرغسون فيل نيفيل ليشارك بول سكولز في خط الوسط.

### الملخص

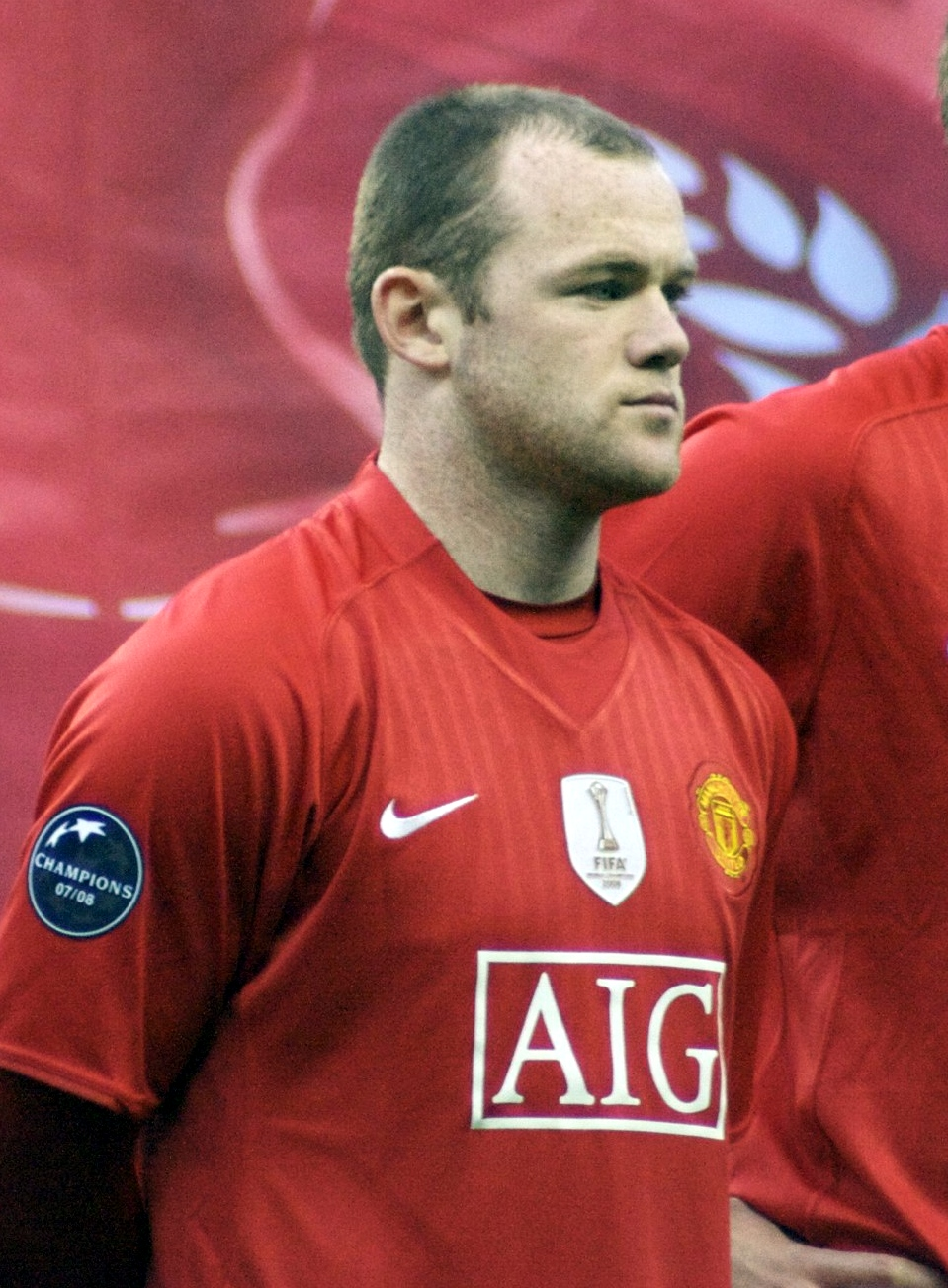
حصل واين روني على ركلة الجزاء التي سجل بها مانشستر يونايتد الهدف الأول، وسجل الهدف الثاني.

بدأت المباراة بشكل متقطع، مع الكثير من التدخلات وقليل من كرة القدم الموسعة المعروضة. ذهبت أول فرصة ملحوظة في المباراة إلى روني، لكن كولو توريه تدخل وصد محاولته. ثم مرر روني إلى غيغز، الذي تصدى لتسديدته سول كامبل. استغرق الأمر بعض الوقت قبل أن يستعيد أرسنال رباطة جأشه ويلعب لعبته بالتمريرات المعتادة، وأسفرت حركة شملت إيدو وفريدريك ليونغبرغ في الدقيقة 19 عن تدخل ريو فرديناند بلا مبالاة مع الأخير. لم يتلقى فرديناند بطاقة لتدخله – وهو أول قرار مثير للجدل اتخذه الحكم رايلي خلال المباراة، والذي فاجأ أرسنال حيث ارتكب المدافع خطأ تكتيكي لمنع ليونغبرغ من الركض نحو المرمى. تبادل بيركامب التمريرات مع رييس لفتح دفاع يونايتد، لكن تسديدة الهولندي تصدى لها روي كارول. كان حارس مرمى يونايتد في متناول اليد لإنقاذ تسديدة هنري المنخفضة قبل ثلاث دقائق من نهاية الشوط الأول، بعد أن مرر إيدو للمهاجم. [1] خلال أحداث الشوط الأول، تم إنذار الأخوين نيفيل (نيفيل وفيل) لارتكابهما خطأ ضد رييس. كما تلقى أشلي كول بطاقة صفراء لتدخله على روني. تعرض مدافع أرسنال لتدخل من فان نيستلروي بعد دقائق، حيث حاول حجب الكرة والاحتفاظ بها. أظهرت الإعادة التلفزيونية أن فان نيستلروي قام بركل ساقي كول، لكن المهاجم لم يعاقبه رايلي على الرغم من أن الحادث كان في مرأى من مساعده على خط التماس.
استمر أرسنال في السيطرة على الكرة بمجرد انطلاق الشوط الثاني، لكنه عانى من استخدامها لصالحه. تم إبعاد عرضية لوران من اليمين بواسطة دفاع يونايتد وبعد لحظات أخطأ هنري في تسديدته الموجهة إلى المرمى. بعد لحظات تفوق ليونغبرغ على مراقبه ومرر الكرة إلى منطقة الجزاء، لكن بيركامب سددها بعيدًا عن المرمى. هدد يونايتد بمجرد وصول المباراة إلى علامة الساعة، حيث فاز بالمبارزات وحصل على الكرات الثابتة. اختبرت تسديدة غابرييل هاينزه من حوالي 20 ياردة حارس مرمى أرسنال ينس ليمان في الدقيقة 65. بعد خمس دقائق، استبدل فينغر رييس بدلاً من بيريز.
جاء القرار الأكثر إثارة للجدل في المباراة في الدقيقة 73 حيث أدى إلى الهدف الافتتاحي. منحت تشتيت توريه يونايتد فرصة الاختراق بأعداد كبيرة ووصل روني، في قلب هجومهم، إلى منطقة الجزاء فقط ليسقط بعد احتكاك مع كامبل. منح رايلي يونايتد ركلة جزاء، على الرغم من أن كامبل بدا وكأنه انسحب من التدخل وكتب كيفن ماكارا في تقريره عن المباراة لصحيفة الغارديان «... كان روني متجهًا بالفعل إلى العشب حيث سحب المدافع قدمه». سجل فان نيستلروي ركلة الجزاء الخاصة به، وأرسل ليمان في الاتجاه الخاطئ ليعطي يونايتد التقدم. استجاب أرسنال على عجل، لكنه بدا أكثر عرضة لهجمات يونايتد المرتدة. اعتبر رايلي تدخل كول الانزلاقي على كريستيانو رونالدو بالقرب من منطقة الجزاء مقبولاً، حيث تجاهل المطالبات بركلة جزاء أخرى. اقترب المدافع من التعادل قبل دقائق من النهاية، لكن تسديدته ذهبت بعيدًا. وفي الوقت بدل الضائع، أضاف يونايتد هدفه الثاني في المباراة عندما تعاون البديلان لويس ساها وآلان سميث في تهيئة الكرة لروني، الذي أنهى هجمة مرتدة بتسديدة قوية في مرمى ليمان.

### التفاصيل
| مانشستر يونايتد                         | 2–0                                           | أرسنال |
| --------------------------------------- | --------------------------------------------- | ------ |
| - فان نيستلروي 73' (ركلة.) - روني 90+3' | تقرير الدوري الإنجليزي الممتاز تقرير بي بي سي |        |

| مانشستر يونايتد | أسرنال |

| GK                  | 13 | روي كارول         |     |       |
| RB                  | 2  | غاري نيفيل        | 36' |       |
| CB                  | 5  | ريو فرديناند (ق)  |     |       |
| CB                  | 27 | ميكائيل سيلفيستر  |     |       |
| LB                  | 4  | غابرييل هاينزه    |     |       |
| RM                  | 7  | كريستيانو رونالدو |     | 85'   |
| CM                  | 3  | فيل نيفيل         | 38' |       |
| CM                  | 18 | بول سكولز         |     |       |
| LM                  | 11 | ريان غيغز         |     |       |
| CF                  | 8  | واين روني         |     |       |
| CF                  | 10 | رود فان نيستلروي  |     | 90+1' |
| البدلاء:            |    |                   |     |       |
| GK                  | 1  | تيم هاوارد        |     |       |
| DF                  | 6  | ويس براون         |     |       |
| MF                  | 17 | ليام ميلر         |     |       |
| FW                  | 9  | لويس ساها         |     | 90+1' |
| FW                  | 14 | آلان سميث         |     | 85'   |
| المدرب:             |    |                   |     |       |
| السير أليكس فيرغسون |    |                   |     |       |

| GK          | 1  | ينس ليمان          |     |     |
| RB          | 12 | لوران              |     |     |
| CB          | 23 | سول كامبل          |     |     |
| CB          | 28 | كولو توريه         |     |     |
| LB          | 3  | أشلي كول           | 35' |     |
| RM          | 8  | فريدريك ليونغبرغ   |     |     |
| CM          | 4  | باتريك فييرا (ق)   | 75' |     |
| CM          | 17 | إيدو               | 79' |     |
| LM          | 9  | خوسيه أنتونيو رييس |     | 70' |
| CF          | 10 | دينيس بيركامب      |     |     |
| CF          | 14 | تييري هنري         |     |     |
| البدلاء:    |    |                    |     |     |
| GK          | 13 | ستيوارت تايلور     |     |     |
| DF          | 18 | باسكال سيغان       |     |     |
| MF          | 7  | روبير بيريز        |     | 70' |
| MF          | 15 | سيسك فابريغاس      |     |     |
| FW          | 11 | روبين فان بيرسي    |     |     |
| المدرب:     |    |                    |     |     |
| أرسين فينغر |    |                    |     |     |

| رجل المباراة - ريو فرديناند (مانشستر يونايتد) | قواعد المباراة - 90 دقيقة، بالإضافة إلى الوقت بدل الضائع الذي حدده الحكم. - تم تسمية خمسة لاعبين بدلاء. - الحد الأقصى هو ثلاثة تبديلات. |

### الإحصائيات
| المركز | الفريق          | لعب | ف | ت | خ | له | عليه | فارق | نقاط |
| ------ | --------------- | --- | - | - | - | -- | ---- | ---- | ---- |
| 1      | أرسنال          | 10  | 8 | 1 | 1 | 29 | 10   | +19  | 25   |
| 2      | تشيلسي          | 10  | 7 | 2 | 1 | 12 | 2    | +10  | 23   |
| 3      | إيفرتون         | 10  | 7 | 1 | 2 | 13 | 9    | +4   | 22   |
| 4      | بولتون واندررز  | 10  | 5 | 3 | 2 | 16 | 12   | +4   | 18   |
| 5      | مانشستر يونايتد | 10  | 4 | 5 | 1 | 11 | 7    | +4   | 17   |

| الإحصائيات           | مانشستر يونايتد | أرسنال |
| -------------------- | --------------- | ------ |
| الأهداف المسجلة      | 2               | 0      |
| الاستحواد            | 48.3%           | 51.7%  |
| التمريرات الناجحة    | 75.6%           | 77.2%  |
| الأفضلية المكانية    | 41.1            | 58.9   |
| التسديدت على المرمى  | 5               | 1      |
| التسديدت خارج المرمى | 5               | 7      |
| التسديدات المحجوبة   | 2               | 4      |
| الأخطاء              | 20              | 24     |
| التدخلات             | 58              | 61     |
| التدخلات الناجحة     | 46.6%           | 49.2%  |
| الركلات الركنية      | 3               | 3      |
| التسلل               | 2               | 1      |
| بطاقات صفراء         | 2               | 3      |
| بطاقات جمراء         | 0               | 0      |
| المصدر:              |                 |        |

## ما بعد المباراة

### «بيتزاغيت»

تم اختيار ريو فرديناند كأفضل لاعب في المباراة، وهو القرار الذي أثار غضب بعض لاعبي أرسنال.

شوهد كامبل وهو يرفض مصافحة روني عند صافرة النهاية ولم تكن هناك تبادلات قمصان تقليدية بين لاعبي الفريقين؛ زُعم أن لاعبي أرسنال كانوا يرتدون قمصانًا مكتوبًا عليها (بالإنجليزية: 50 not out)، على الرغم من أن هذا لم يثبت أبدًا. تصاعدت حدة التوتر في نفق اللاعبين أمام ضباط الشرطة. تم إيقاف العديد من لاعبي أرسنال، وكان أحدهم هنري، الذي غضب من حصول فرديناند على جائزة رجل المباراة. اشتعل الصراع عندما واجه فينغر فان نيستلروي لأنه كان غير سعيد بتدخل المهاجم على كول. تدخل فيرغسون وأخبر فينغر أن يترك لاعبيه بمفردهم، لكن مدرب أرسنال واجهه وقال «ماذا تريد أن تفعل حيال ذلك؟»
كانت هناك اتهامات بأن بعض المواد الغذائية – التي عادة ما يتم الإبلاغ عنها على أنها بيتزا، ولكن يتم الإبلاغ عنها أحيانًا على أنها قهوة أو حساء طماطم أو حساء البازلاء – قد ألقيت على فيرغسون من قبل لاعب مجهول من أرسنال. ارتدى فيرغسون ملابس رياضية للنادي من أجل القيام بواجباته التلفزيونية. نشأت التكهنات بأن اللاعب الذي ألقى البيتزا هو سيسك فابريغاس عندما ألمح كول إلى أن الجاني لم يكن إنجليزيًا ولا فرنسيًا. قال فيرغسون في سيرته الذاتية: «يقولون إن سيسك فابريغاس هو من ألقى البيتزا عليّ، لكن حتى يومنا هذا، ليس لدي أي فكرة عن الجاني». أكد فابريغاس أنه ألقى البيتزا في حلقة من برنامج دوري خاص بهم، الذي تم بثه في أكتوبر 2017.
رفض مانشستر يونايتد انتقاد سلوك أرسنال علنًا، لكن قيل إن اللاعبين والموظفين كانوا «مصدومين ومشمئزين». لم يذكر رايلي شجار النفق في تقرير المباراة الذي أرسله إلى الاتحاد الإنجليزي لكرة القدم، لكن الهيئة الحاكمة كشفت عن نيتها إلقاء الضوء على الأمر. ومع ذلك، أصبح التحقيق صعبًا نظرًا لحقيقة أن كلا الناديين ظلا هادئين بشأن الـ«بيتزاغيت» ولم يتم توفير لقطات الكاميرا.

### ردود الفعل
كان فينغر منتقدًا بشدة لأداء رايلي، مدعيًا أنه «... حسم المباراة، كما نعلم أنه قادر على القيام بذلك في أولد ترافورد». ادعى مدرب أرسنال أن روني أخبر لاعبيه أنه لم يشعر بأي احتكاك، لكن الحكم اتخذ قرارًا بمنح مانشستر يونايتد ركلة جزاء والتي وصفها بأنها نقطة تحول في المباراة. استخدم فينغر الإحصائيات للتشكيك في نزاهة رايلي – من آخر ثماني مباريات للحكم في أولد ترافورد، منح ثماني ركلات جزاء للفريق المضيف. لم يفاجأ فينغر بمعاملة يونايتد القاسية لرييس – «هذا ما يحاولونه دائمًا ضدنا عندما يكونون في موقف صعب» واتهم فان نيستلروي بالغش في مقابلته التلفزيونية بعد المباراة. كان فييرا، مثل مدربه، محبطًا من تعامل رايلي مع المباراة، لكنه سعى إلى الإيجابيات: «ما زلنا متقدمين بثماني نقاط على يونايتد ونقطتين على تشيلسي. نحن في وضع جيد حقًا وجميع الفرق الأخرى تريد أن تكون في وضعنا».
وصف فيرغسون الفوز بأنه انتصار مهم، وأعرب عن أمله في أن يمثل نقطة تحول في موسمهم. وقال فيرغسون إنه لم يرى ما إذا كان كامبل قد أسقط روني وتعاطف معه الحكم لأنه وضع تحت الضغط: «كان لدى الحكم وظيفة مستحيلة. بدا الأمر وكأن باتريك فييرا كان مسؤولاً عن معظم المباراة، وكان بجانب الحكم كثيرًا.» عندما سُئل عما إذا كان مانشستر يونايتد قادرًا على سد الفجوة مع أرسنال، أجاب مدرب مانشستر يونايتد، «نعم، بالطبع نستطيع.»
وقد أثارت المباراة جدلاً حادًا بين الصحفيين والخبراء ولاعبي كرة القدم على حد سواء. ودافع الحكم السابق جيف فينتر عن أداء رايلي ووصف المباريات بين مانشستر يونايتد وأرسنال بأنها «مستحيلة» لإدارتها. وأضاف رئيس لجنة التحكيم في الدوري الإنجليزي الممتاز كيث هاكيت: «نعلم أن هذه واحدة من أصعب المواجهات في الموسم. من الواضح أن مايك كان لديه خطة للعبة لمحاولة عدم قمع المباراة. أراد أن تتنفس وربما دخل المباراة بنية اجتياز المباراة دون الحاجة إلى طرد أي لاعبين. في الجزء الخلفي من ذهنه كان يحاول اجتياز المباراة دون حدوث انفجار وأعتقد أن مايك نجح بشكل جيد للغاية في السيطرة على الأمور».
في وقت لاحق، نفى روني نفسه الاتهامات، قائلاً «لم أحاول أبدًا أن أسقط عمدًا. كانت هناك أوقات حاولت فيها البقاء على قدمي للتسديد بدلاً من السقوط». اقترح آلن هانسن أن هزيمة أرسنال كانت نتيجة رائعة لمنافسيهم، لكنه شعر أنهم كانوا مرشحين بقوة للفوز بالدوري. أشاد بفيرغسون لإتقانه التكتيكات، وأشاد بأداء المدافعين فرديناند وكامبل. في مباراة اليوم الثانية، انتقد هانسن تدخل فان نيستلروي على كول، واصفًا إياه بأنه «بغيض وساخر»، حيث قال فان نيستلروي إنه كان تحديًا بنسبة 50/50.
كتب هنري فينتر في صحيفة ديلي تلغراف شرحًا موجزًا لسبب عدم أداء أرسنال – لم يكن مهاجمهم هنري «في السباق». كان مليئًا بالثناء على تصميم يونايتد ولخص: «ومع أن أرسنال سيطر على الاستحواذ، فقد قدم يونايتد أفرادًا أكثر إثارة للإعجاب». وصف مات ديكينسون من صحيفة ذا تايمز الفوز بأنه ضخم لـ «فيرغسون وفريقه المتعثر»، بغض النظر عن النتيجة أو ما إذا كان أرسنال قد لعب كرة قدم أفضل في الرُقع. شعر مراسل الغارديان كيفن ماكارا بالظلم من الطريقة التي أنهى بها أرسنال مسيرته الخالية من الهزائم، لكنه أشار إلى أنهم كانوا محظوظين لعدم اتخاذ أي إجراء عندما ارتكب كول خطأ ضد رونالدو. أنهى مقالته بتوضيح مدى روعة مسيرة أرسنال: «في تلك المباريات الـ49 السابقة لم يتأخروا أبدًا حتى في آخر 20 دقيقة».
بعد يومين من المباراة، اتُهم فان نيستلروي بارتكاب مخالفات خطيرة بعد أن لم يلاحظ الحكم تدخله على كول. واعترف بالذنب في المخالفة وحُكم عليه بالإيقاف ثلاث مباريات بسبب سلوكه أثناء المباراة. وأدين فينغر بتهمة السلوك غير اللائق وغُرِّم لاحقًا 15،000 جنيه إسترليني من قبل الاتحاد الإنجليزي لكرة القدم بسبب تعليقاته بعد المباراة حول فان نيستلروي. واتهم فيرغسون هنري بارتكاب «مخالفات خطيرة» ضد هاينزه، لكن المهاجم أفلت من تحقيق الاتحاد الإنجليزي لكرة القدم والإيقاف المحتمل لثلاث مباريات حيث لم يتم تقديم شكوى المدرب في الوقت المحدد.

## العواقب والإرث

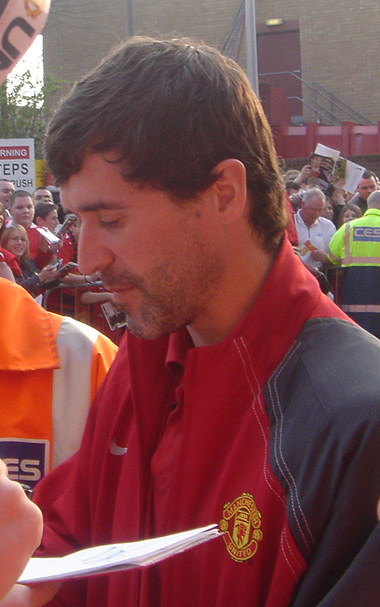
كان روي كين متورطًا في مشاجرة في نفق ملعب هايبري مع قائد أرسنال باتريك فييرا.

عانى أرسنال من أجل استعادة نفس مستوى الثبات الذي أظهره في وقت سابق من الموسم؛ ففي غضون شهر، تراجع بفارق خمس نقاط خلف تشيلسي المتصدر، الذي فاز بالدوري. وظل مانشستر يونايتد غير ثابت؛ حيث خسر أمام بورتسموث في مباراته التالية وأنهى الموسم في المركز الثالث خلف أرسنال، على الرغم من أنه كان من المرجح أن ينهي الموسم في المركز الثاني.
في كأس الرابطة، التقى الفريقان في ربع النهائي على ملعب أولد ترافورد في ديسمبر، وعلى الرغم من أن كلا الجانبين أشركا فرقًا ضعيفة، إلا أن المباراة لم تخلو من الدراما. أعطى ديفيد بيليون مانشستر يونايتد التقدم في 19 ثانية فقط، لكن لم تبدأ الأعصاب في الاشتعال إلا في بداية الشوط الثاني. أدى شجار بين روبن فان بيرسي وكيران ريتشاردسون، بعد تدخل متأخر على ريتشاردسون من قبل فان بيرسي، إلى اشتباكات بين لاعبي كلا الفريقين، والتي انتهت بإنذار كلا اللاعبين من قبل حكم المباراة مارك هالسي. انتهت المباراة بنتيجة 1–0 لمانشستر يونايتد.
في يناير 2005، تورط كلا المدربين في خلاف جديد حول أحداث الـ«بيتزاغيت». قال فيرغسون إن فينغر لم يعتذر أبدًا للاعبيه عن وصفهم بالغشاشين، أو عن سلوك فريقه، مضيفًا: «إنه لأمر مخز، لكنني لا أتوقع من فينغر أن يعتذر أبدًا، فهو من هذا النوع من الأشخاص». رد فينغر بزعم أن فيرغسون مذنب بـ«إفساد سمعة اللعبة» وأخبر الصحفيين أنه «لن يجيب على أي أسئلة حول هذا الرجل بعد الآن». تحت ضغط من الشرطة ووزير الرياضة ريتشارد كابورن ورئيس الدوري الإنجليزي الممتاز ريتشارد سكودامور، وافق كلا المدربين لاحقًا على تخفيف كلماتهما.
كان قائد مانشستر يونايتد روي كين قد واجه فييرا في نفق اللاعبين قبل مباراة العودة في وقت لاحق من الموسم، والتي فاز بها يونايتد 4–2 في الهايبري. حدث هذا بسبب حادثة وقعت أثناء الإحماء قبل المباراة عندما زُعم أن فييرا دفع غاري نيفيل بعد مواجهة اللاعب بشأن التدخلات التي تعرض لها بيريز في أولد ترافورد في وقت سابق من الموسم. بمجرد أن اكتشف كين ذلك في غرفة ملابس يونايتد، أطلق العنان لخطاب لفظي عنيف على فييرا بما في ذلك إخبار قائد أرسنال «سأراك هناك». كانت المباراة التي تلت ذلك شأنًا سيئًا آخر حيث كان كلا الجانبين مذنبين بالتدخلات القاسية، والتي شهدت أيضًا طرد ميكائيل سيلفيستر بعد اشتباك مع ليونغبرغ. فاز يونايتد بالمباراة، حيث عاد من التأخر مرتين قبل أن يحتفظ بالصدارة، على الرغم من لعبهم بـ10 لاعبين في الثلث الأخير من المباراة.

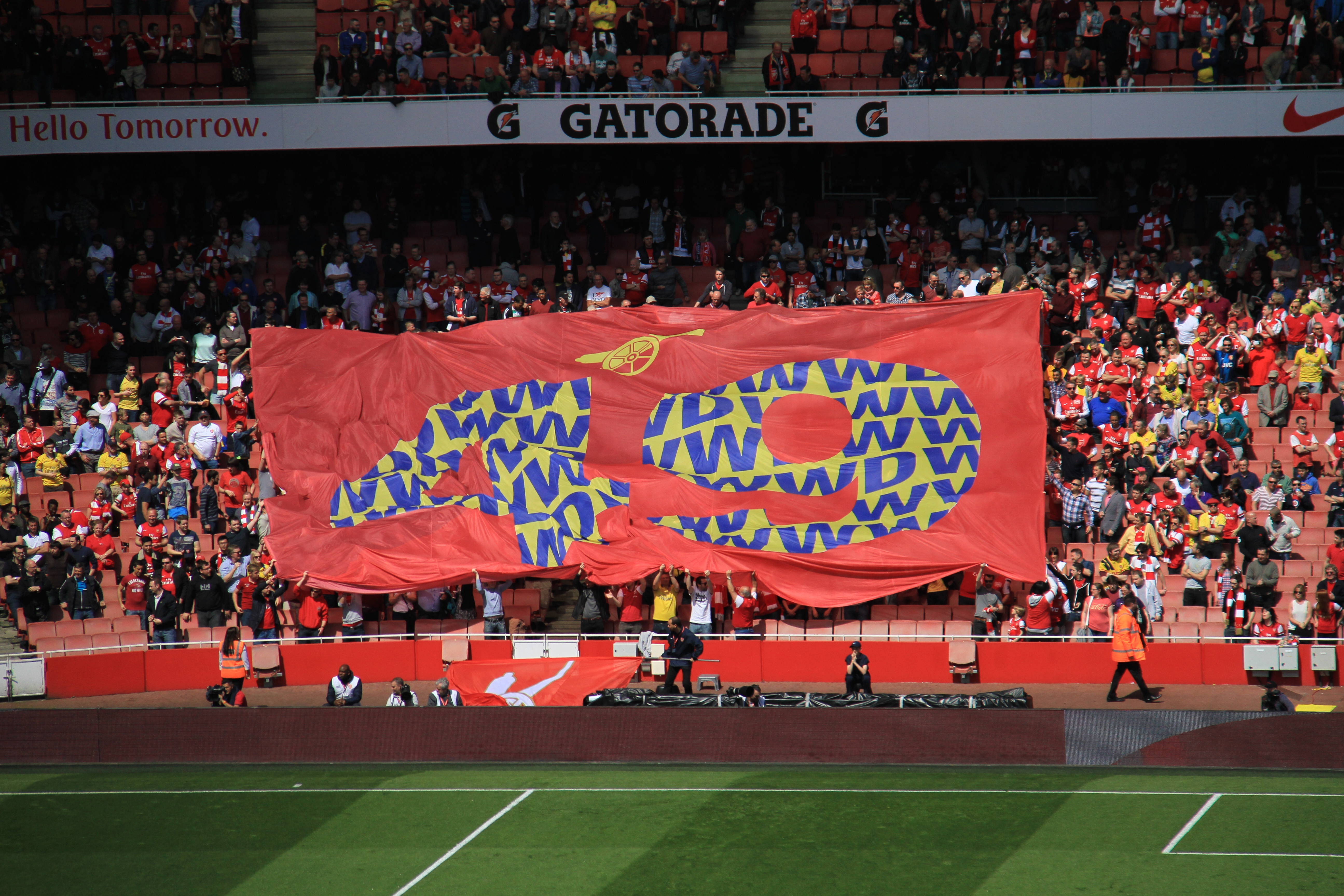
مشجعو أرسنال يرفعون لافتة تذكارية لـ49 مباراة متتالية دون هزيمة، في عام 2014.

ثم واجه الفريقان بعضهما البعض مرة أخرى في نهائي كأس الاتحاد الإنجليزي في نهاية الموسم. كانت المباراة خالية من الأحداث إلى حد كبير حيث انتهت بالتعادل 0–0 بعد الوقت الأصلي والإضافي، مما أدى إلى ركلات الترجيح، وهي الأولى في تاريخ نهائيات الكأس. أهدر سكولز ركلته لصالح مانشستر يونايتد، وحول فييرا الركلة الحاسمة ليفوز أرسنال بالكأس. أصبح رييس ثاني لاعب يُطرد في نهائي الكأس، بعد كيفن موران من يونايتد في عام 1985، بعد حصوله على البطاقة الصفراء الثانية في الدقيقة 120.
تعتبر «معركة البوفية» لحظة تاريخية في التنافس بين مانشستر يونايتد وأرسنال. عكس فيرغسون في سيرته الذاتية هذه اللحظة باعتبارها النقطة التي بدأت فيها علاقته مع فينغر في الانهيار، ولم يكن هناك أي تواصل بينهما إلا بعد فوز يونايتد في نصف نهائي دوري أبطال أوروبا على أرسنال في عام 2009. وأضاف: «بدا لي أن خسارة المباراة أربكت عقل أرسين». عندما طُلب منه تذكر روايته لأحداث الـ«بيتزاغيت»، اعترف فينغر بأن سلوك فريقه كان عدوانيًا وقال: «أعتقد أنه في ذلك اليوم، لم يكن [رايلي] في أفضل حالاته وهذا جلب الكثير من الإحباط».

أدى ظهور تشيلسي والتحولات التي مر بها الناديان خلال منتصف العقد الأول من القرن الحادي والعشرين إلى أن المنافسة أصبحت أقل حدة.